# Haliclona stephensi
Haliclona stephensi är en svampdjursart som beskrevs av Burton 1932. Haliclona stephensi ingår i släktet Haliclona och familjen Chalinidae. Inga underarter finns listade i Catalogue of Life.